# Институт физики, технологии и информационных систем МПГУ
Институт физики, технологии и информационных систем МПГУ (бывш. факультет физики и информационных технологий) — учебное подразделение Московского педагогического государственного университета (МПГУ).
Расположен по адресу Москва, 119992, улица Малая Пироговская, дом 29, Спортивная (станция метро, Москва).

## История
Преподавание физики в МПГУ велось с самого начала существования вуза, а в 1900 году в составе МВЖК появилось физико-математическое отделение. Как самостоятельное подразделение факультет существует с 1900 года, когда в составе МВЖК появился физико-математический факультет.
В 1913 году построено здание в котором сегодня расположен Институт.
До 1959 года в этом здании был «Тихомировский корпус», в котором находился факультет естествознания МГПИ.
Физический факультет стал самостоятельным при разделении физико-математического факультета МГПИ в 1960 году.
В 2006 году физфак был преобразован в факультет физики и информационных технологий.
В 2014 году, после присоединения факультета технологии и предпринимательства, реорганизован в Институт физики, технологии и информационных систем.
В 2022 году к 150-летию основания Института был проведён капитальный ремонт.

### Известные преподаватели
В разные годы на факультете преподавали такие учёные, как С. А. Чаплыгин, Ф. А. Бредихин, В. И. Вернадский, А. В. Цингер, А. А. Эйхенвальд, П. К. Штернберг, А. Г. Столетов, Г. С. Ландсберг, В. Г. Фесенков, О. Ю. Шмидт, П. А. Ребиндер, А. Я. Хинчин, лауреат Нобелевской премии И. Е. Тамм, лауреаты Государственной премии Э. В. Шпольский, М. С. Рабинович, Е. М. Лифшиц, Е. М. Гершензон, В. С. Эткин, Р. И. Персонов а также Н. Н. Малов, Д. И. Сахаров и автор школьных учебников физики А. В. Пёрышкин.

## Подразделения Института
Кафедры:
- естественных наук и инновационных технологий
- интегрированного предметно-языкового обучения
- общей и экспериментальной физики
- прикладной математики, информатики и информационных технологий
- теоретической физики имени Э. В. Шпольского
- теории и методики обучения физике имени А. В. Пёрышкина
- технологии и профессионального обучения
- технологических и информационных систем

В Институте работает учебно-научный радиофизический центр (бывшая Проблемная радиофизическая лаборатория) при кафедре общей и экспериментальной физики, в котором проводятся исследования в областях радиофизики и физики конденсированного состояния, а также разработка научных инструментов на основе сверхпроводниковых тонких плёнок, а также наноструктур на их основе.
В институте также работают обсерватория, учёный совет и библиотека института.